# Duvesjön
Duvesjön – miejscowość (tätort) w Szwecji, w regionie administracyjnym (län) Västra Götaland, w gminie Kungälv.
Według danych Szwedzkiego Urzędu Statystycznego liczba ludności wyniosła: 296 (31 grudnia 2015), 310 (31 grudnia 2018) i 317 (31 grudnia 2019).